# Primula vulgaris subsp. balearica
Primula vulgaris subsp. balearica (Willk.) W.W.Sm. & Forrest , es una variedad de la especie Primula vulgaris  perteneciente a la familia de las Primuláceas.

## Hábitat
Es endémica de las Islas Baleares. 

## Descripción
Es una especie botánica perenne, con una roseta laxa de hojas oblanceoladas a obovadas, arrugadas, irregularmente dentadas. Flores perfumadas, de color blanco.

## Taxonomía
Primula vulgaris fue descrita por William Hudson y publicado en Flora Anglica 70 1762.
Etimología
Primula: nombre genérico que proviene del latín primus o primulus = "primero", y refiriéndose a su temprana floración. En la época medieval, la margarita fue llamada primula veris o "primogénita de primavera".
vulgaris: epíteto latino que significa "común".
balearica; epíteto geográfico  que alude a su localización en las Islas Baleares.

## Nombre común
- Castellano: hierba de San Pablo mayor, manguitos, primavera, prímula balear, prímula blanca.[4]